# پاساجوم
اصطلاح پاساجوم (Passagium؛ جمع واژه پاساجیا Passagia)، اصطلاحی رایج به زبان زبان در اروپای قرون وسطی در رابطه با جنگ‌های صلیبی بود. در اواخر قرن ۱۳ میلادی، پاساجیا براساس مقیاس و هدفشان به دو نوع عمومی (Generale) و خاص (Particulare) دسته‌بندی می‌شدند. اصطلاح پاساجوم در اصل به معنای «عبور کردن»، «گذر کردن» یا «ترانزیت» بود. و این اصطلاح می‌توانست به هر سفر دریایی و در نهایت به هر سفری اشاره داشته باشد. این اصطلاح، پیش از آنکه در اوایل قرن دوازدهم به اصطلاح رایج برای جنگ‌های صلیبی تبدیل شود، برای زیارت امکان مقدس نیز به کار می‌رفت.
احتمالاً پیش از دومین شورای لیون (۱۲۷۴) و قطعاً تا زمان جنگ صلیبی فقیران (۱۳۰۹)، علامان و طراحان جنبش و جنگ‌های صلیبی، بین Passagium generale (سفر و اردوکشی عمومی) و Passagium particulare (سفر و اردوکشی خاص) تمایز قائل شده بودند. اصطلاح Generale passagium نخستین بار توسط پاپ اینوسنت پنجم در سال ۱۲۷۶ در نامه‌ای به امپراتور بیزانس، میخائیل هشتم، در رابطه با کارزار صلیبی بعدی با حضور فیلیپ سوم فرانسه، رودلف یکم آلمان، آفونسو سوم پرتغال و شارل سالرنو استفاده شد.
Passagium generale (سفر و اردوکشی عمومی) یک «اردوکشی صلیبی فراملیتی به سبک کلاسیک و قدیمی بود» که افزون بر طبقات نظامی همچون شوالیه‌ها، داوطلبان و افراد مشتاق بسیاری با وجود مهارت اندک در رزم در آن حضور می‌یافتند و هدف غایی آن «بازپس‌گیری اراضی مقدس و اورشلیم» بود. چنین نوع اردوکشی، هدف اصلی افرادی همچون گریگوری دهم بود و برای مدت طولانی به عنوان شیوه اصلی و هدف نهایی در جنبش صلیبی باقی ماند. در واقع گریگوری دهم آخرین پاپی بود که به فراخواندن و اعلام کارزار صلیبی جدید به سبک Passagium generale  سنتی نزدیک شد. همچنین به مرور Passagium particulare (سفر و اردوکشی خاص) در عمل اولویت پیدا کرد و Passagium generale به یک رؤیا غیرواقعی و دست‌نیافتنی تبدل شد. با این حال هر دو نوع پاساجوم از سمت دستگاه مجاز شناخته می‌شدند و همراه با آمرزش‌نامه‌های عمومی و همگانی بودند.
Passagium particulare در واقع می‌توانست یک پاساجوم مقدماتی (Primum passagium) یا یک پاساجوم کوچک (Passagium parvum) باشد. بدین شکل پاساجوم مقدماتی، راه را برای پاساجوم عمومی باز می‌کرد و می‌گشود و پاساجوم کوچک صرفاً به قصد و هدف کوچک و محدودتر بود. معمولاً هزینه Passagium particulare بسیار کمتر از Passagium generale بود و در آن در قیاس با پاساجوم عمومی رقابت کمتری میان رهبران بود. در واقع پاساجوم خاص تحت فرماندهی یک رهبر واحد بود. این عمل بسیار حرفه‌ای‌تر بود و گاهی نیز به نیروهای مزدور متکی بود. از این نوع می‌توانست در سازماندهی حملات خاص و مشخص یا عملیات‌های دریایی برای تحریم تجارت مسلمانان در منطقه استفاده کرد. به‌طور کلی ظهور یک لشکر و اردوکشی خاص به هزینه عمومی، نشان‌دهندهٔ چرخشی عملی در استراتژی جنگ‌های صلیبی بود.
احتمالاً اصطلاح Passagium particulare پیش از سقوط عکا در سال ۱۲۹۱ مطرح شده باشد اما این اصطلاح تا سال ۱۳۰۹ ظاهر و رایج نشد. بسیاری از محققان جنگ‌های صلیبی سال ۱۲۷۴ را نقطه تحولی در استراتژی جنبش و جنگ‌های صلیبی از نوع عمومی به نوع خاص می‌دانند. با این حال بسیاری از جنگ و کارزارهای صلیبی پیشین نیز از نظر نوع و ماهیت در زمره پاساجوم خاص قرار می‌گیرند. برای نمونه اردوکشی تیبالد ناوار و ریچارد کورنوال در سال ۱۲۳۹–۱۲۴۱ که به جنگ صلیبی بارون‌ها شهرت دارد، را می‌توان از نوع پاساجوم‌های خاص در نظر گرفت. همچنین جنگ صلیبی در سال ۱۲۶۷ میلادی نیز پاساجومی خاص ولی از نوع مقدماتی بود که شرایط را برای جنگ صلیبی جدید لوئی نهم (همان جنگ صلیبی هشتم) باز کرد. به‌طور کلی پاپ گریگوری دهم نخستین پاپی بود که برنامه‌های عمومی جنگ‌های صلیبی را با برنامه‌های کوچک‌تر و محدودتر ترکیب کرد. سیاستی که از جانب بسیاری همچون شوالیه‌های معبد یا پادشاه آراگون، جیمز یکم، تأیید شد. براساس این سیاست جدید نیز پاپ نیکلاس چهارم، ۲۰ کشتی و ۱۵۰۰ سرباز را پس از سقوط طرابلس عازم عکا کرد تا در دفاع از شهر حاضر باشند.